# Lourdes Faberes
Lourdes Faberes (nacida c. 1974/1975
) es una actriz nacida en Filipinas que reside en el Reino Unido. Es conocida por su trabajo en televisión, teatro y cine. Interpretó a Pollution en la serie de Amazon Good Omens, a la asesina Altani en Knightfall de History Channel y a la agente encubierta Michelle Ito en la serie de ABC, Whiskey Cavalier. En 2021 apareció en la película de Bond, Sin tiempo para morir , y en 2022 interpretó a Kate Fletcher en la serie de televisión The Sandman.

## Primeros años y teatro
Lourdes Faberes nació y creció en Manila, Filipinas. Se mudó al Reino Unido en 1997, estudió y obtuvo una maestría en Actuación (Práctica Teatral Avanzada) en la Royal Central School of Speech and Drama.
Faberes ha declarado que su madre quería "niños sobresalientes". Aunque sus padres primero le sugirieron que se convirtiera en abogada, su madre llevó a Faberes a varias actividades extracurriculares, como tenis, bordado y armas y municiones. Se introdujo por primera vez en la actuación cuando su madre la llevó al Teatro Nacional de Filipinas para mejorar su elocución. Su debut actoral fue en una producción de The King and I en 1991. Faberes actuó para la compañía de repertorio de Filipinas en Miss Saigon. Ahora que reside en Londres, ha actuado con una extensa carrera en muchos de los mejores teatros de Londres.

## Carrera
Lourdes Faberes hizo su debut actoral en la pantalla en el 'ensamble' de la serie de televisión Great Performances, producción de Jesus Christ Superstar. En 2004, Faberes interpretó a Isabel Liu, una oficial de dinámica de vuelo [Fido], del control de la misión en Odisea en el espacio: viaje hacia los planetas de la BBC. Desde entonces, Lourdes Faberes ha registrado numerosas apariciones en series de televisión, así como papeles importantes en muchos cortometrajes. Los últimos años han visto su progreso al conseguir un espacio más regular en 2018 para la Temporada 1 de Knightfall como Altani. En 2019, Lourdes siguió con más apariciones regulares, como la hermana Li en la temporada 1 de Grenslanders (Floodlands), una serie de televisión belga-holandesa, y como "Contaminación", uno de los cuatro jinetes del Apocalipsis en la serie de Amazon de Neil Gaiman y Terry Pratchett Good Omens.
Lourdes apareció como agente de SPECTRE en la película de Bond, Sin tiempo para morir.
En el 2022, apareció como Kate Fletcherin en un episodio de The Sandman.

## Filmografía

### Películas
| Año  | Título                            | Papel                | Notas           |
| ---- | --------------------------------- | -------------------- | --------------- |
| 2008 | A Dying Breed                     | Christine Abernathie |                 |
| 2009 | Barry Brown                       | Hendoo girl          | Cortometraje    |
| 2009 | State of Play                     | Reporter             | Sin acreditar   |
| 2009 | Spread                            | Prince Stelio's Gang | Sin acreditar   |
| 2011 | Bellinger's Affair                | Linh Bellinger       | Cortometraje    |
| 2011 | Cross Your Fingers                | Maya                 | Cortometraje    |
| 2011 | Room 304                          | Maid                 |                 |
| 2013 | 47 Cleveland                      | Red / Blue           | Cortometraje    |
| 2014 | Balsa Wood                        | Lorna                | Cortometraje    |
| 2014 | Someone You Love                  | Pepita Ponce         | Película danesa |
| 2014 | My Son & the Hole Punch           | Sue                  | Cortometraje    |
| 2016 | The Heart of the Forest           | Eve                  | Cortometraje    |
| 2016 | Mother of Pearl                   | Pearl                | Cortometraje    |
| 2021 | No Time to Die                    | Agemte de SPECTRE    |                 |
| 2021 | Boiling Point                     | Sara Southworth      |                 |
| 2022 | Bus Girl                          | Ms. Mauve            | Cortometraje    |
| 2022 | Surprised by Oxford               | Profeslr Rutledge    |                 |
| 2022 | Operation Fortune: Ruse de Guerre | Emilia               |                 |

### Televisión
| Year | Title                                        | Role                               | Notes                              |
| ---- | -------------------------------------------- | ---------------------------------- | ---------------------------------- |
| 2000 | Great Performances in Jesus Christ Superstar | Ensemble                           | Episodio: "Jesus Christ Superstar" |
| 2001 | Dr. Terrible's House of Horrible             | Woo Woo                            | Episodio: "Frenzy of Tongs"        |
| 2002 | Manchild                                     | Pi Lau                             | Episodio: "Jealousy"               |
| 2004 | Space Odyssey: Voyage to the Planets         | Flight Dynamics Officer Isabel Liu | Papel regular (BBC)                |
| 2004 | New Tricks                                   | Patricia Lee                       | Episodio: "ID Parade"              |
| 2007 | Joe's Palace                                 | Laarni                             | Película de televisión             |
| 2008 | Coming Up                                    | Panan                              | Episodio: "The Thai Bride"         |
| 2009 | Law and Order                                | Dr. Julia Lam                      | Episodio: "Love and Loss"          |
| 2009 | Holby City                                   | Hansa Nichols                      | 2 episodios                        |
| 2012 | Safelight 19                                 | Alpha Feral                        | 1 episodio                         |
| 2018 | Knightfall                                   | Altani                             | 3 episodios                        |
| 2019 | Doctors                                      | Anya Deriada                       | Episodio: "Remorse"                |
| 2019 | Grantchester                                 | Mya Lyall                          | Serie 2 (1 episodio)               |
| 2019 | Grenslanders (Dutch TV series)               | Sister Li                          | Serie 1 (3 episodios)              |
| 2019 | Whiskey Cavalier                             | Michelle Ito                       | Episodio: "Mrs. & Mr. Trowbridge"  |
| 2019 | Good Omens                                   | Contaminación                      | Serie 1 (3 episodios)              |
| 2022 | Takeover                                     | Celia                              | 2 episodios                        |
| 2022 | The Sandman                                  | Kate Fletcher                      | Episodio: "24/7"                   |